# Torsås kommunvapen

Torsås vapen är ett exempel på ett talande vapen, det vill säga vapenbilden illustrerar direkt vapenbärarens namn.

Torsås kommunvapen är "talande", där snittet är "åsen" och hammaren är guden Tors. Torshammaren brukar tecknas i stil med de torshammarsamuletter som har hittats i många forngravar. Torsås kommun ligger i Småland och vapnets tinkturer rött och guld är hämtade från Smålands landskapsvapen.

## Blasonering
Blasonering: Sköld genom ett mantelsnitt delad av rött och av guld, vari en röd torshammare med huvudet uppåt.

## Bakgrund
Vapnet fastställdes 1955 av Kungl. Maj:t (regeringen) för den dåvarande Torsås landskommun och registrerades för den nybildade kommunen hos PRV 1979. Inga andra kommunvapen fanns inom den nya Torsås kommun som hade bildats vid kommunreformen 1971, så det föll sig väl naturligt att fortsätta använda det talande vapnet.